# Josef Miller (homme politique, 1883)
Pour les articles homonymes, voir Miller.
Josef (Sepp) Miller (né le 27 août 1883 à Scheppach et mort le 24 mars 1964 à Berlin) est un homme politique allemand (KPD).

## Biographie
Miller vient d'une petite famille agricole catholique. Il étudie à l'école primaire de Scheppach de 1889 à 1896, puis une école de formation continue puis une école du soir. De 1897 à 1900, Miller apprend le métier de serrurier à Augsbourg. Il part ensuite en randonnée puis s'installe à Brême, où il travaille dans différents chantiers navals. En 1907, il rejoint le Parti social-démocrate d'Allemagne (SPD). La même année, il rejoint le syndicat. En 1912, il réussit l'examen de maître artisan. En 1913, il est libéré après une grève des ouvriers du chantier naval. Pendant la Première Guerre mondiale, il travaille de nouveau dans un chantier naval de Brême, AG Weser.
À Brême, il épouse Wilhelmine Minna Ruth (née le 31 mars 1888 à Langendiebach et morte le 3 avril 1963 à Burgdorf) avec qui il a deux enfants: Hanna (née en 1908) et Lorenz (née en 1918), qui sera tué pendant la Seconde Guerre mondiale le 22 décembre 1939. Sa fille Hanna travaille dans un mouvement de résistance de Berlin et est emprisonnée dans le camp de concentration de Moringen en 1933/34; elle écrit un livre sur ce sujet intitulé Frauen im Deutschen Widerstand, 1933-1945. Miller divorce ensuite de Wilhelmine Minna Ruth.
À partir de la fin de 1918, Miller est membre du Parti communiste allemand (KPD). Après s'être impliqué dans l'éphémère République soviétique de Brême (de), il entre à l'Assemblée nationale de Brême (de) en mars 1919 et de 1920 au Bürgerschaft de Brême, dont il sera membre jusqu'en 1923 - à partir de 1921 en tant que chef parlementaire. En tant que chef de l'association des métallurgistes de Brême, il devient secrétaire syndical à plein temps et de 1920 à 1921, à la suite de Karl Jannack (de), il est secrétaire local du KPD à Brême. En 1921, il prend le poste de secrétaire du district de Basse-Saxe. En même temps, il est chef de la presse ouvrière à Hanovre. Au congrès du parti de Leipzig du KPD en 1923, il est élu membre du comité central. La même année, il rejoint l'Association centrale des salariés .
Après que le groupe autour d'Iwan Katz (de) est exclu du parti, Miller est le principal fonctionnaire du KPD en Basse-Saxe. En conséquence, il est monté au poste de chef des communistes au conseil municipal de Hanovre. Il est également devenu membre du parlement provincial et est actif dans l'association centrale des employés à partir de 1923. De la fin de l'automne 1923 à mars 1924, Miller est placé en garde à vue pendant quatre mois en raison de ses activités politiques, qu'il passe à Munster.
De 1928 à 1930, Miller est député du Reichstag en représentant la 16e circonscription (Hanovre-du-Sud-Brunswick (de)). Au cours de la grande dispute de son parti en 1928/29, Miller rejoint le groupe des conciliateurs et s'oppose à la ligne du Comité central. Au printemps 1930, il abandonne sa résistance et prend le poste de secrétaire au Secrétariat central de Secours rouge Allemagne (RHD). En 1932, il prend la tête de l'organisation RHD. Il est également membre du Présidium de l'IRH .
Miller émigre en juillet 1933. Il vit d'abord pendant quatre mois comme instructeur IRH en Grande-Bretagne, puis de décembre 1933 à avril 1934 à Vienne. Il travaille ensuite aux Pays-Bas pendant trois mois avant de prendre la direction de RHD dans les métropoles de Paris et de Prague. À Paris, il travaille avec sa nièce Charlotte Luise Therese Miller (née le 3 octobre 1910 à Berlin et mort le 22 octobre 2005 dans la même ville), qu'il épouse ensuite après son divorce; ce mariage reste sans enfant - probablement en raison des liens familiaux étroits. Elle est une sténographe de formation qui est membre du KPD depuis la fin de 1932 et a travaillé pour le parti pendant plusieurs années avant de s'enfuir en France au printemps 1935. Jusqu'en 1939, Miller travaille dans l'organisation tchèque Solidarité à Prague . Après «l'écrasement du reste de la République tchèque » par le Reich allemand au printemps 1939, Miller s'enfuit en Norvège via la Pologne.

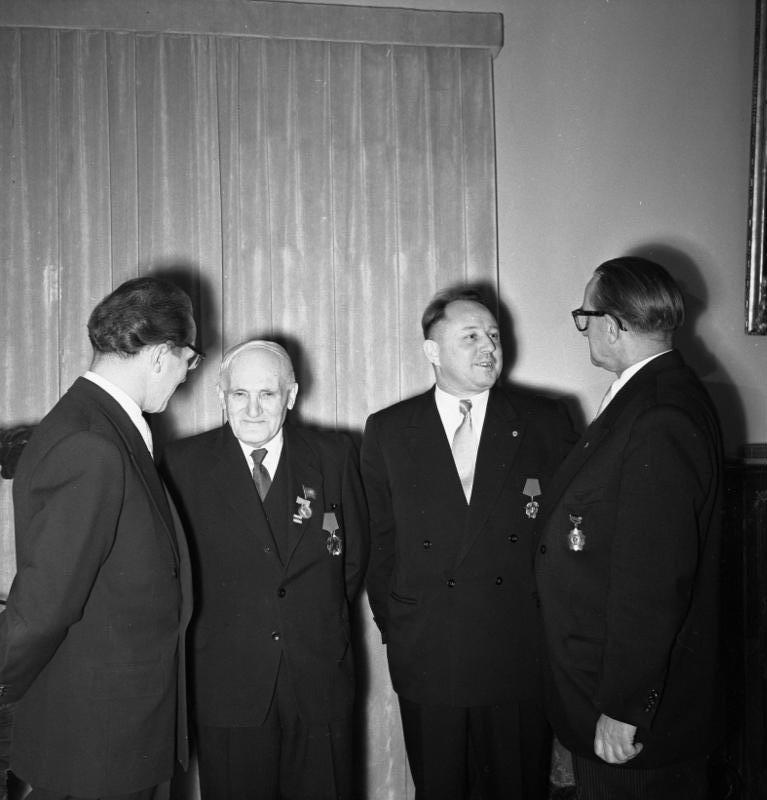
Josef Miller (2e à gauche) lors de la cérémonie de remise des prix de l'Ordre de Karl-Marx en 1957

Après l'occupation de la Norvège par les Allemands au début de 1940, il se rend en Suède à la fin d'avril 1940. Là, il est détenu dans un centre de détention jusqu'à la fin de l'année. Il passe les années suivantes dans un camp ouvert dans le sud de la Suède, où il travaille de nouveau comme serrurier pour la première fois depuis des années et y dirige le groupe KPD. Miller retourne en Allemagne en janvier 1946. Là, il redevient membre du KPD et, grâce à l'unification forcée du SPD et du KPD, membre du Parti socialiste unifié d'Allemagne (SED) - et employé du Comité central.
De 1946 à 1954, Miller est membre de la Commission centrale de révision du SED. En outre, il est le principal consultant du département de la politique du personnel de l'exécutif du parti SED. En 1949, Miller devient chef du bureau du personnel du SED. Avec Paul Verner et sa femme Irma, lui et Charlotte ont une maison de week-end au bord du lac de Zeesen (de) à Senzig.
Après avoir critiqué son travail en 1952, il est contraint à la retraite et nommé directeur du Deutsches Museum de Berlin, qui a rouvert ses portes en 1947.
En 1957, il reçoit l'Ordre de Karl-Marx. Après sa mort en 1964, l'urne de Miller est enterrée dans le mémorial socialiste du cimetière central de Friedrichsfelde à Berlin-Lichtenberg.